# José Manuel Rodrigues (político)
José Manuel de Sousa Rodrigues (Funchal, Madeira 13 de julho de 1960), mais conhecido apenas por José Manuel Rodrigues, é um jornalista e político português. É atualmente, desde 2019, o Presidente da Assembleia Legislativa da Madeira.

## Biografia
José Manuel de Sousa Rodrigues, nascido a 13 de julho de 1960 em Santa Maria Maior, no Funchal, jornalista dos quadros da RTP Madeira, deputado na Assembleia Legislativa da Madeira, Presidente do CDS/PP-Madeira e do Conselho Económico e Social do partido, é atualmente o Presidente da Assembleia Legislativa da Madeira.
Iniciou a carreira jornalística em 1978 no “Jornal da Madeira”, integrou redações de vários órgãos de comunicação social e foi correspondente na Madeira do “Diário de Notícias” de Lisboa e do “Independente”.
No início da década de 90 assume a presidência da delegação regional do Sindicato dos Jornalistas e nesse âmbito dinamizou a iniciativa “24 horas por Timor” que teve repercussão nacional, logo a seguir ao massacre no cemitério de Santa Cruz, em Díli.
Como fundador da Associação Presença Feminina da Região, desempenhou vários cargos nesta organização de apoio às mulheres entre 1995 e 2006.
No plano político tem um longo percurso que começa em 1976 como primeiro presidente da Juventude Centrista da Madeira. Em 1986 foi um dos Mandatários jovens da candidatura de Freitas do Amaral à Presidência da República. Em 1995, encabeçou a lista do CDS/PP pelo círculo eleitoral da Madeira nas eleições legislativas nacionais. Nas regionais de 1996 garante a eleição de deputado à Assembleia Legislativa da Madeira, sendo um ano depois presidente do CDS/PP-Madeira.
Foi eleito, sucessivamente, deputado em 2000, 2004, 2007, 2011, 2015 e 2019 para a Assembleia Legislativa da Madeira, várias vezes líder parlamentar, e integrou as mais variadas Comissões Especializadas, tendo sido Vice-Presidente da Comissão para a Reforma do Sistema Político na Legislatura 2015-2019.
Em setembro de 2009 é eleito deputado à Assembleia da República, renovando o mandato nas eleições antecipadas de junho de 2011. No Parlamento Nacional desempenhou as funções de Vice-Presidente da Direção do Grupo Parlamentar do CDS, Coordenador do partido nas Comissões de Educação e Assuntos Europeus e membro da Comissão de Obras Públicas, Transportes e Comunicações e da Comissão de Revisão Constitucional, onde apresentou em 2010 um Projeto de aprofundamento da Autonomia.
Ficou conhecido por ter votado contra o Plano de Ajustamento Financeiro para a Madeira em 2012 e contra o aumento de impostos para a Região. Foi, ainda, autor de inúmeras propostas sobre assuntos regionais, donde se destaca a proposta de extensão do subsídio de mobilidade ao transporte marítimo, aprovada por unanimidade. É autor de um extenso relatório sobre os problemas de mobilidade das Regiões Autónomas, com origem num Grupo de Trabalho a que presidiu na Assembleia da República. Em outubro de 2012, renunciou ao mandato e assumiu o lugar no Parlamento Regional, por não concordar com o aumento da Taxa Social Única para os trabalhadores, que o então Ministro das Finanças, Vítor Gaspar, queria impor no Orçamento do Estado para 2013, e que veio a ser retirada. Em outubro de 2013, foi eleito vereador para a Câmara Municipal do Funchal.
A 15 de outubro de 2019, José Manuel Rodrigues, é eleito Presidente da Assembleia Legislativa da Madeira para a XII legislatura (2019-2023). A 11 de outubro de 2023, foi reeleito Presidente da Assembleia Legislativa da Madeira para a XIII (2023-2024) e XIV (2024-2025) legislaturas.
Em abril de 2025, tomou posse como Secretário Regional de Economia no XVI Governo Regional da Madeira, liderado por Miguel Albuquerque.
A 19 de junho de 2025, foi agraciado com o grau de Grã-Cruz da Ordem do Infante D. Henrique.

### Política
Foi eleito deputado ao parlamento regional da Madeira nas eleições de 1996, 2000, 2004, 2007, 2015, 2019, 2023, 2024 e 2025. Em 2009 e 2011, foi eleito deputado ao parlamento nacional português.
Foi presidente da Comissão Política Regional do CDS-PP Madeira.